# Lai dalla Stria
Der Lai dalla Stria (vom rätoromanischen lai für ‚See‘ und Stria für ‚Hexe‘) ist ein Bergsee in der Val Milà südlich des Chrüzlistocks (2707,4 m) auf dem Gemeindegebiet von Tujetsch im Kanton Graubünden in den schweizerischen Alpen. Er liegt auf 2474 m und ist etwa 120 Meter lang und 80 Meter breit.
Rund 250 Meter nördlich vom Lai da Stria liegt eine Gruppe von Bergseen, die Lais Selvadis.

## Zugang

### Von Rueras
- Ausgangspunkt: Rueras (1414 m)
- Route: Durch das Val Milà entlang des Wanderwegs Richtung Mittelplatten bis Plaun Grond und dann nach Osten zum See hoch.
- Schwierigkeit: EB, bis Plaun Grond als Wanderweg weiss-rot-weiss markiert
- Zeitaufwand: 3½ Stunden

### Von Etzlihütte
- Ausgangspunkt: Etzlihütte (2051 m)
- Route: Über Mittelplatten (2484 m) nach Plaun Grond und dann nach Osten zum See hoch
- Schwierigkeit: EB, bis Plaun Grond als Wanderweg weiss-rot-weiss markiert
- Zeitaufwand: 2¼ Stunden